# A119 (Росія)
Автошлях A119 "Вологда — Медвежьегорск" (раніше Р5) — федеральна російська автодорога, проходить по території Вологодської області та Республіки Карелія і має протяжність 636 км.
Траса починається в Вологді, йде в північно-західному напрямку, вздовж західного берега Кубенського озера, огинаючи Біле озеро, проходить через Витегру (323 км), потім на північ вздовж східного берега Онезького озера через Пудож (436 км) закінчується в районі міста Медвеж'єгорська на перехресті з автошляхом Р21.
Перетинає 2 канали — Волго-Балтійський і Кишемський (частина Північно-Двінської водної системи)

## Історія

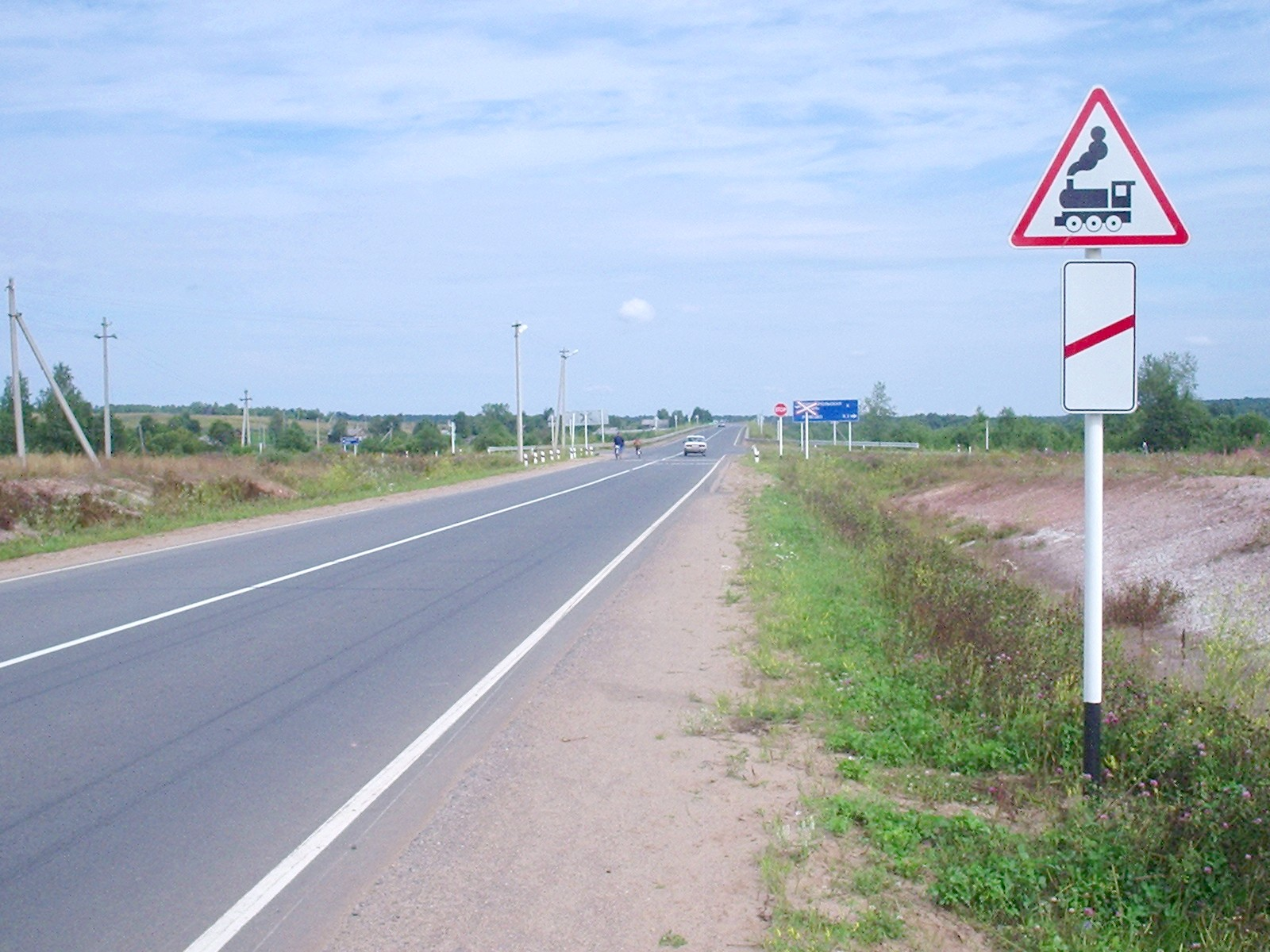
А119 біля села Дерев'ягине

Основна частина дороги існувала вже в середині XIX ст. Спрямовувати та покривати дорогу асфальтом почали у 1970-і роки. Тільки в 2001 асфальтова дорога дійшла до Витегри. У наступні роки асфальтове покриття йшло до кордону Карелії.

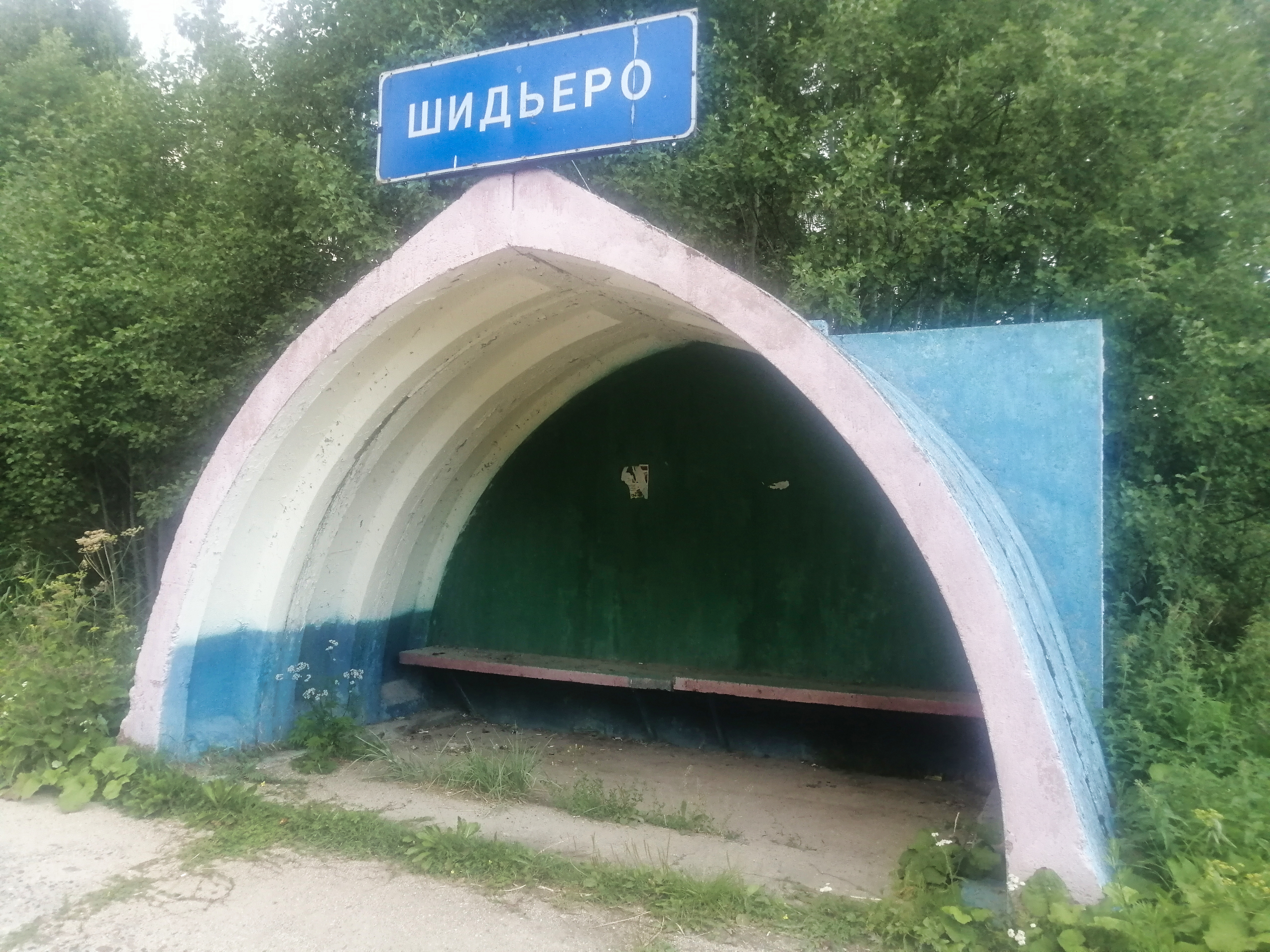
Зупинка старого типу з деталей для бомбосховищ

1 січня 2014 року трасі, яка до цього мала статус регіональної та назва Р5, було надано статус федеральної автодороги. Після передачі трасу ремонтували 4 роки, доводячи до стандартів федеральних доріг: проводилися заходи щодо ремонту дорожнього полотна, реконструкції мостів, зупинкових комплексів та благоустрою прилеглої території. У процесі ремонту траси було замінено зупинки незвичайної склепінчастої форми, які робили на початку 1990-х років із секцій бомбосховищ, що випускаються в Череповці. Сумарно було витрачено близько 15 мільярдів рублів. Частина дороги була обладнана захисними сітками від тварин, оскільки дорога входить до списку небезпечних під час сезонної міграції лосів.

## Визначні місця[11][12][13][14]
- 112 км, поворот на Кирилів
  - через 15 км Кирило-Білозерський музей-заповідник та Кирило-Білозерський монастир 1397 року
  - через 4 км гірськолижний комплекс Ципіна гора
- 115 км, Ансамбль колишнього Ферапонтова монастиря, 1398, включений до списку Всесвітньої спадщини.
- 224 км, Куков джерело
- 297 км, селище Депо — діюча Білоруча вузькоколійна залізниця
- 340 км, поворот на село Олькове, через 18 км Андома-гора
- 418 км, Нігіжма, (мис Бісів Ніс) — древні петрогліфи
- 607 км, Повенець — переїзд через Біломорсько-Балтійський канал
- 618 км, урочище Сандармох, масове поховання жертв політичних репресій 1937-1938 (0,7 км від автодороги)